# Shizi (köpinghuvudort i Kina, Jiangxi Sheng, lat 29,60, long 115,84)
Shizi är en köpinghuvudort i Kina. Den ligger i provinsen Jiangxi, i den sydöstra delen av landet, omkring 100 kilometer norr om provinshuvudstaden Nanchang. Antalet invånare är 20 418. Befolkningen består av 10 349 kvinnor och 10 069 män. Barn under 15 år utgör 22,0 %, vuxna 15-64 år 69 %, och äldre över 65 år 7,0 %.
Runt Shizi är det tätbefolkat, med 459 invånare per kvadratkilometer. Närmaste större samhälle är Lushanqu, 16,9 km nordost om Shizi. I omgivningarna runt Shizi växer i huvudsak blandskog.
Genomsnittlig årsnederbörd är 2 073 millimeter. Den regnigaste månaden är maj, med i genomsnitt 328 mm nederbörd, och den torraste är januari, med 59 mm nederbörd.